# レーナ (女優)
レーナ（Leena、1969年1月5日 - ）は、アメリカ合衆国出身のポルノ女優。レーナ・ラ・ビアンカ (Leena La Bianca) ともクレジットされる。

## 来歴
コロラド州デンバーで育ち、大学で電気工学を学んでいる時にエキゾチックダンサーとして働き、アマチュアポルノビデオを制作した。1992年、カリフォルニア州に移転しフルタイムのポルノ女優となった。「プロとしてのポルノデビュー」は芸名と同じ『レーナ (Leena)』というタイトルの映画であった。
複数のアダルト映画賞を獲得したが、1995年にハードコアポルノへの出演を止め一般作品へと進出し、ショウタイムのケーブルシリーズ『Sherman Oaks』（1995年）や『Other Men's Wives』（1996年）、『Femalien』（1996年）などのソフトコアのB級映画に出演した。その後は舞台にも挑戦し、ロサンゼルスでエロティックな劇『Sweet Hostage』（1996年）や『Steeltown』（1998年）に出演している。

## 受賞
- 1993年 XRCO Best Actress - 『Blinded by Love』[6]
- 1994年 AVN Best Actress (Video) - 『Blinded by Love』[7]
- 1995年 XRCO Best Performer[6]
- 1995年 AVN Best Group Sex Scene (Video) - 『Pussyman 5』（トニー・マルチノ、ジェリー・パイク、レイシー・ローズ、アレックス・サンダースと共に）[8]
- 1995年 FOXE Female Fan Favorite[9]
- 2009年 XRCO殿堂 [10]